# اقتصاد الصومال
على الرغم مم تعانيه الصومال من الاضطرابات المدنية، فقد حافظت الصومال  على اقتصادها غير الرسمي، يقوم الاقتصادعلى والثروة الحيوانية شركات التحويلات / المال والاتصالات السلكية واللاسلكية. تصنف الأمم المتحدة الصومال على أنها من البلدان الأقل نموا، حيث يعتمد غالبية سكانها على الزراعة والثروة الحيوانية في معيشتهم. ونظرا لندرة الإحصاءات الحكومية الرسمية والحرب الأهلية، فإنه من الصعب قياس حجم أو نمو الاقتصاد. بالنسبة لعام 1994، قدرت وكالة الاستخبارات المركزية الناتج المحلي الإجمالي ب 3.3 مليار دولار. وفي عام 2001، ويقدر لها أن تكون 4.1 مليار دولار. وبحلول عام 2009، قدت وكالة المخابرات المركزية أن الناتج المحلي قد نما إلى 5.731 مليار دولار، مع معدل نمو حقيقي متوقع بنسبة 2.6٪.  ووفقا لغرفة التجارة البريطانية فقد شهد القطاع الخاص نمواً، لا سيما في قطاع الخدمات. على عكس فترة ما قبل الحرب الأهلية عندما كانت معظم الخدمات والقطاع الصناعي تديرها الحكومة، وكان هناك استثمار خاص كبير، وإن لم يتم قياسه، في الأنشطة التجارية ؛ تُمول هذه المشاريع إلى حد كبير من قبل الشتات الصومالي.
ووفقًا لبرنامج الأمم المتحدة الإنمائي في الصومال، اعتبارًا من عام 2012 ، كان للبلد بعض من أدنى مؤشرات التنمية في العالم، وقيمة مؤشر التنمية البشرية تبلغ 0.285.  وهو واحد من أدنى المعدلات في العالم. يتكون الاقتصاد الصومالي من الإنتاج التقليدي والحديث، مع تحول تدريجي إلى تقنيات صناعية أكثر حداثة. ووفقا للبنك المركزي الصومالي، حوالي 80٪ من السكان هم من البدو الرعاة أو شبه الرحل.
بلغ حجم موازنة الصومال في 2023 حوالى 967.7 مليون دولار. وتحصل الحكومة الصومالية على 40 في المائة من ميزانيتها من الإيرادات المحلية (الجمارك الضرائب)، بينما يتكفل المجتمع الدولي بدعم ميزانية الدولة بنحو 60 في المائة.

## المؤشرات الاقتصادية
بحسب البنك الأفريقي للتنمية، فإن الصومال «تتميز بنقص حاد في الإحصاءات الاقتصادية». وقد تفاقم هذا الوضع بسبب الحرب الأهلية والانهيار المؤسسي،  على الرغم من أنه حتى قبل فشل الحكومة الصومالية، كانت البيانات في كثير من الأحيان غير موثوقة.
تفيد تقاير البنك الدولي بأن الناتج المحلي الإجمالي في الصومال في عام 1990 كان 917.0 مليون دولار، وفي عام 2018 قدر البنك الدولي الناتج المحلي الإجمالي ب6.2 مليار دولار، وصنف الصومال أنه بلد منخفض الدخل. وفي تقرير شعبة الإحصاءات في الأمم المتحدة بلغ إجمالي الناتج المحلي 1.306 مليار دولار في 2012، مقارنة بـ 2.316 مليار دولار في عام 2005 و 1.071 مليار دولار في عام 2010.
وفقًا للبنك المركزي الصومالي، في وقت ما في العقد الأول من القرن الحادي والعشرين، كان نصيب الفرد من الناتج المحلي الإجمالي للبلاد 230 دولارًا، وهو انخفاض طفيف عن عام 1990. ويقدر تقرير التنمية البشرية لعام 2012 نصيب الفرد من الناتج المحلي الإجمالي بـ 284 دولارًا، مقارنة بمتوسط في أفريقيا جنوب الصحراء يبلغ 1300 دولار للفرد. هذا الرقم هو رابع أدنى معدل في العالم. يعيش حوالي 43٪ من السكان على أقل من دولار أمريكي واحد في اليوم، مع وجود حوالي 24٪ منهم في المناطق الحضرية و 54٪ في المناطق الريفية.
وقدرت يعثة صندوق النقد الدولي إلى الصومال قدر نمو الناتج المحلي الإجمالي ب3.7٪ في عام 2014. ويشير التقرير إلى أنه بشرط أن يستمر الوضع الأمني في الصومال في التحسن بشكل متواضع وعدم وجود جفاف ، فإن النمو الاقتصادي على المدى المتوسط يجب أن يكون في المتوسط 5٪  لكن "النمو سيظل غير كافٍ لمعالجة الفقر. وقدرت أن 73٪ من سكان الصومال يعيشون تحت خط الفقر في عام 2016.

## الزراعة

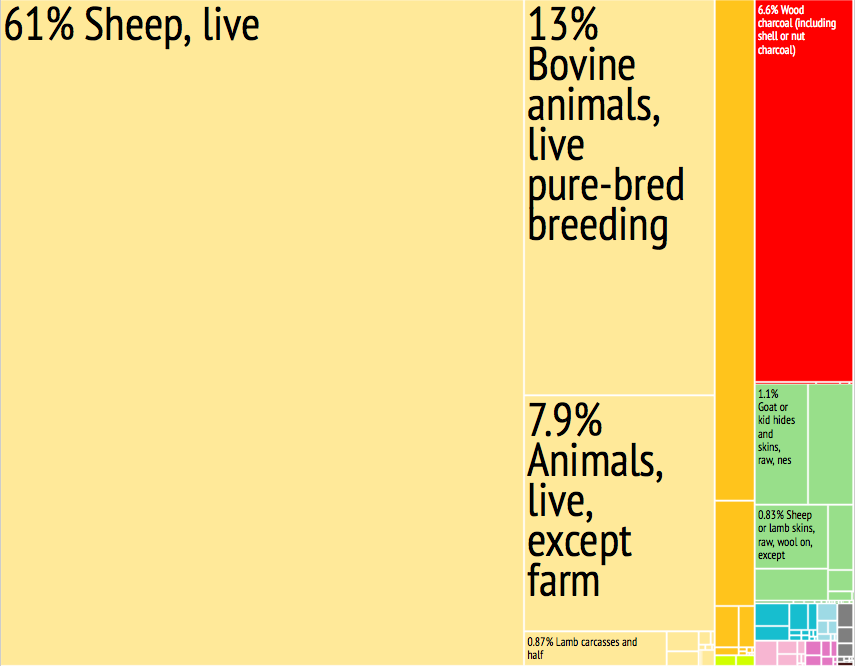
تمثيل نسبي لصادرات الصومال

الزراعة هي أهم قطاع اقتصادي. تمثل حوالي 65٪ من الناتج المحلي الإجمالي ويعمل بها 65٪ من القوة العاملة.  تساهم الثروة الحيوانية بحوالي 40٪ من الناتج المحلي الإجمالي وأكثر من 50٪ من عائدات التصدير. وتشمل الصادرات الرئيسية الأخرى السمك، والموز والسكر والسورغم والذرة. وفقًا للبنك المركزي الصومالي، يبلغ إجمالي واردات السلع حوالي 460 مليون دولار سنويًا، وقد تعافت وتجاوزت إجمالي الواردات قبل اندلاع الحرب الأهلية في عام 1991.
مع ميزة كونها تقع بالقرب من شبه الجزيرة العربية، بدأ التجار الصوماليون في تحدي الهيمنة الأسترالية التقليدية على سوق الماشية واللحوم. واستجابة لذلك، بدأت دول الخليج العربي في القيام باستثمارات إستراتيجية في المنطقة، حيث قامت المملكة العربية السعودية ببناء بنية تحتية لتصدير المواشي وقامت الإمارات العربية المتحدة بشراء أراضي زراعية كبيرة.
مع قيام الصومال بتصدير 3 ملايين رأس من الأغنام في عام 2012، تجاوزت صادراتها الحية إلى الشرق الأوسط الصادرات الأسترالية التي بلغت مليوني رأس. اللبان و المر منتجات تصديرية هامة للصومال. إلى جانب إثيوبيا وكينيا، تعد الصومال أحد أكبر ثلاثة مزودين لهذه المنتجات في العالم.

## التصنيع

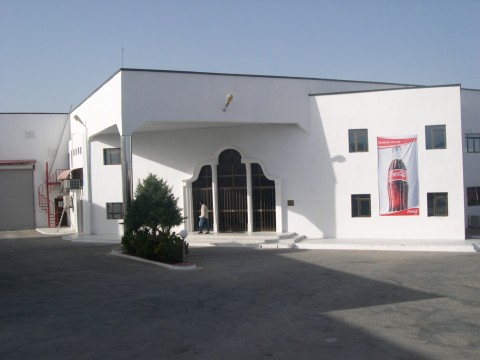
مصنع تعبئة كوكاكولا في مقديشو

يمثل القطاع الصناعي المتواضع، القائم على معالجة المنتجات الزراعية، 10٪ من الناتج المحلي الإجمالي للصومال. قبل اندلاع الحرب الأهلية، كانت الشركات الصناعية الصغيرة والمتوسطة والكبيرة المملوكة للدولة والتي يبلغ عددها حوالي 53 شركة تتعثر، ودمر الصراع الذي أعقب ذلك العديد من الصناعات المتبقية. ومع ذلك، ونتيجة للاستثمار المحلي الكبير من قبل المغتربين الصوماليين، فقد أعيد افتتاح العديد من هذه المصانع الصغيرة وتم إنشاء مصانع جديدة. وتشمل هذه تعليب الأسماك ومحطات معالجة اللحوم في الشمال، فضلا عن 25 مصنعا في منطقة مقديشو، التي تنتج المعكرونة، المياه المعدنية، الحلويات، الأكياس البلاستيكية، النسيج، والجلود.
في عام 2001، توسعت الاستثمارات في الصناعات الخفيفة في بوصاصو، هرجيسا ومقديشو، مشيرا إلى تزايد ثقة الشركات في الاقتصاد. ولهذه في عام 2004 ، تم افتتاح مصنع لتعبئة كوكاكولا بقيمة 8.3 مليون دولار في مقديشو. جذبت قطاعات أخرى مختلفة أيضا الاستثمار الأجنبي من أمثال جنرال موتورز وDole plc ‏.

## الطيران

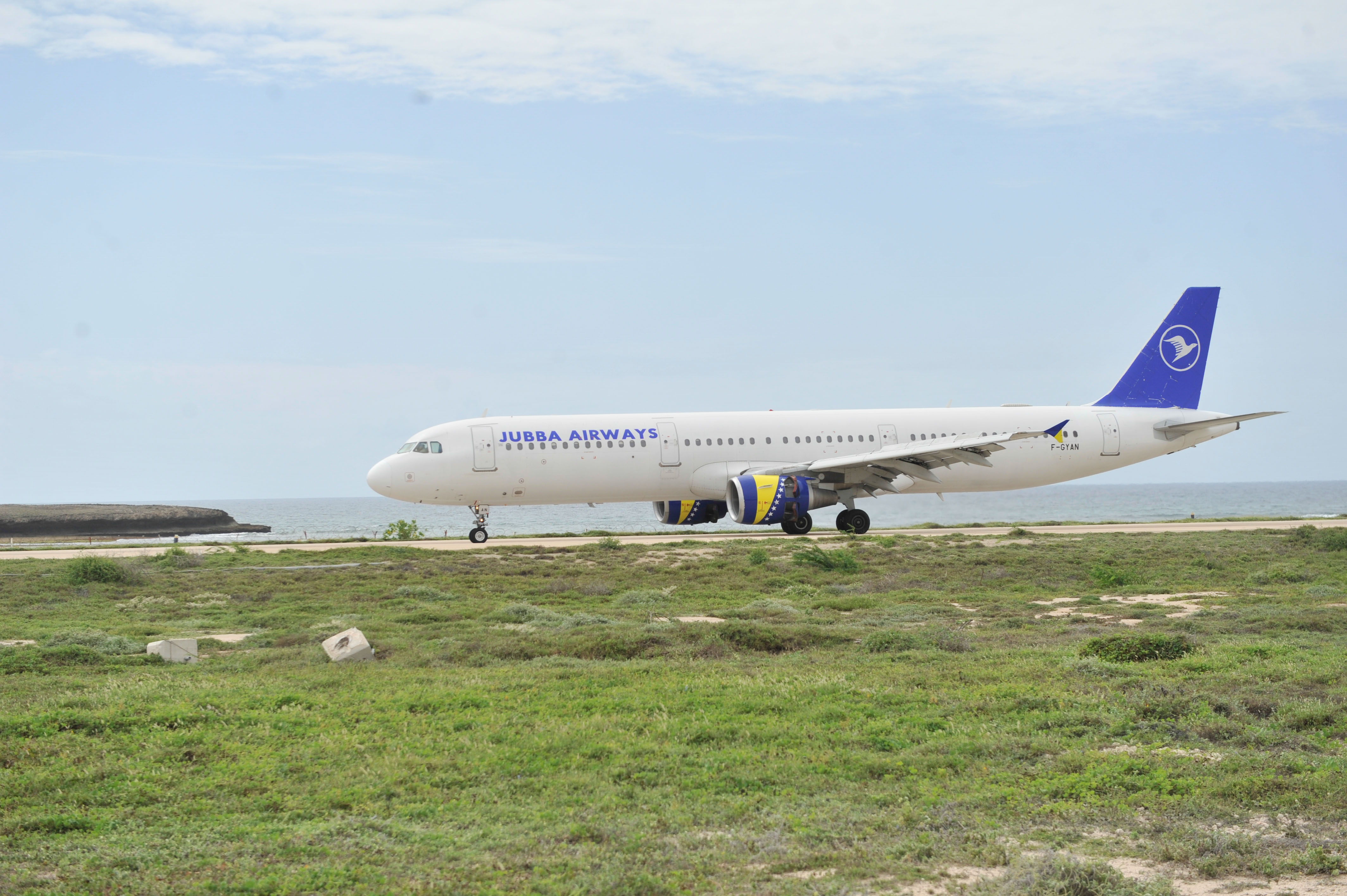
طائرة الخطوط جوبا الجوية في مقديشو

بعد اندلاع الحرب الأهلية، علقت جميع وجهات الخطوط الجوية الصومالية رسميًا في عام 1991. بحلول عام 2014 كان هناك أكثر من ست شركات طيران صومالية خاصة تملأ الفجوة. وشملت هذه خطوط دالو الجوية، وخطوط جوبا الجوية، وخطوط أفريكان إكسبريس الجوية، وشرق أفريقيا، وسنترال إير، وهاجارا.

## الموارد الطبيعية

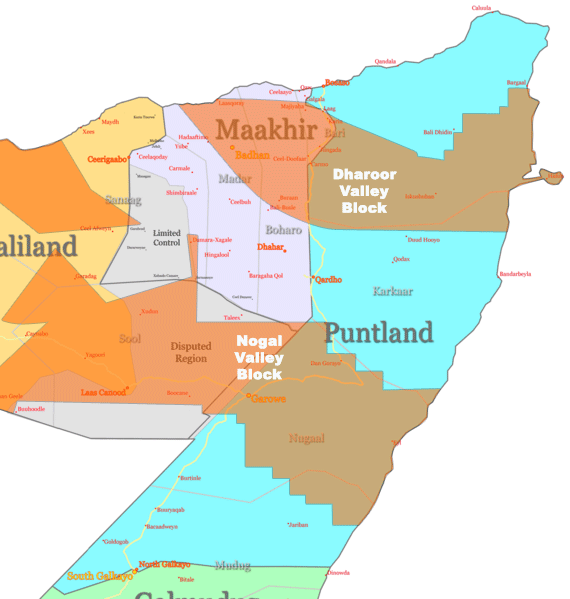
نفط بونتلاند

الصومال لديها احتياطيات غير مستغلة من العديد من الموارد الطبيعية، بما في ذلك اليورانيوم، خام الحديد، القصدير، والجبس، البوكسيت، النحاس، الملح و الغاز الطبيعي.
في أواخر الستينيات، اكتشف علماء الجيولوجيا التابعون للأمم المتحدة رواسب كبيرة من اليورانيوم ومخزونات معدنية نادرة أخرى في الصومال. كان الاكتشاف الأكبر من نوعه، حيث قدر خبراء الصناعة الودائع بأكثر من 25 ٪ من احتياطيات اليورانيوم المعروفة في العالم والتي بلغت 800 ألف طن.
في عام 2012، أعطت إدارة فارول التراخيص لأول مشروع رسمي للتنقيب عن النفط في أرض البنط والصومال عمومًا. بقيادة شركة النفط الكندية أفريكا أويل وشريكتها رينج ريسورسز، أدى الحفر الأولي في بئر شابيل 1  إلى إنتاج النفط بنجاح.